# 文化祭ウラ実行委員会
『文化祭ウラ実行委員会』（ぶんかさいウラじっこういいんかい）とは、江川達也による日本の漫画作品である。『コミックGOTTA』（小学館）2000年2月号から2001年6月号まで連載された。単行本は全2巻。全17話。話数は「ウラの○○」で表わされる。

## ストーリー
主人公の高野拓郎は中3の間に絶対ファーストキスをしたい願望を抱いている。そんな拓郎は憧れのクラスメイトである田中きららと共に拓郎は文化祭の出し物調査のため、お化け屋敷やフリマを体験する。しかしそこには、怪しげなおやじやおばさんたちが、拓郎を罠に嵌めようと待ち構えていた。災難続きの文化祭ウラ実行委員・拓郎のきららとのファーストキスという目的は果たされるのか? という形で展開してゆくラブコメ、恋愛漫画である。

## 主な登場人物
高野拓郎（たかの たくろう）
主人公。中3のうちにファーストキスをしたいと願望する男子。逆立った髪型が特徴。担任の岡山によって文化祭実行委員に任命される。
田中きらら（たなか きらら）
3年A組文化祭実行委員。拓郎のクラスメイトで主人公の憧れの女子生徒。
岡山あや（おかやま あや）
拓郎の担任教師。文化祭実行委員顧問。グラマラスな体型を持つハイヒール美女。当時「コミックGOTTA」のテレビCMにも出演。
河相誠（かわい まこと）
3年C組文化祭実行委員。きららを狙っている。
波多野剛（はたの たけし）
3年B組文化祭実行委員。河相同様きららを狙っている。
尾崎麻里奈（おざき まりな）
隣町にある女子校の文化祭実行委員。

## 単行本
- 江川達也『文化祭ウラ実行委員会』 小学館〈ガッタ・コミックス〉、全2巻
  1. 2001年1月5日発行 ISBN
  2. 2001年7月5日発行 ISBN